# О’Брайен, Джон (писатель)
Джон О’Бра́йен (англ. John O’Brien, 21 мая 1960 или 26 ноября 1957, Оксфорд — 10 апреля 1994, Лос-Анджелес, США) — американский писатель. Его первый роман «Покидая Лас-Вегас» был опубликован издательством Watermark Press в 1990 году и экранизирован в 1995 году.

## Биография
Джон О’Брайен родился в Оксфорде, штат Огайо, где его родители, Билл и Джуди О’Брайен, были студентами Университета Майами. Он брат писательницы Эрин О’Брайен. Джон О’Брайен вырос в Брексвилле и Лейквуде, Огайо, и окончил среднюю школу Лейквуд в 1978 году. Он женился на Лизе Кирквуд в 1979 году, и они переехали в Лос-Анджелес, штат Калифорния, в 1982 году. Его первый роман «Покидая Лас-Вегас» посвящён ей. Они развелись в 1982 году по инициативе О’Брайена. Детей у них не было.
Джон О’Брайен покончил жизнь самоубийством, застрелившись в Лос-Анджелес, спустя две недели после продажи прав на экранизацию романа "Покидая Лас-Вегас". Его отец сказал, что роман — его предсмертная записка. Ещё два его романа были опубликованы посмертно: Stripper Lessons (Grove Press 1997), и The Assault on Tony’s (Grove Press, 1996), которые остались незавершёнными после его смерти и были завершены сестрой, Эрин. Третья рукопись, с названием «Better», была опубликована Akashic Press в 2009 году.